# سالتنی
سالتنی (به انگلیسی: Saltney) یک شهرک در ولز است که در فلینتشر واقع شده‌است. سالتنی ۵٬۱۳۲ نفر جمعیت دارد.